# Thomas Cech
Thomas Robert Cech (Chicago, 8 december 1947) is een Amerikaans biochemicus en winnaar van de Nobelprijs voor Scheikunde in 1989.

## Biografie
Cech groeide op in Iowa City. In 1966 ging hij studeren aan het Grinnell College, waar hij in 1970 zijn bachelor haalde. In 1975 haalde Cech zijn Ph.D. in scheikunde aan de Universiteit van Californië, Berkeley. Datzelfde jaar ging hij naar het Massachusetts Institute of Technology, waar hij zich bezig ging houden met post-doctoraal onderzoek. In 1978 kreeg hij zijn eerste faculteitspositie aan de Universiteit van Colorado, waar hij studenten onderwijs gaf in scheikunde en biochemie.
Thomas Cech's voornaamste onderzoeksterrein was het proces van transcriptie in de kern van cellen. Hij bestudeerde hoe de genetische code van DNA wordt omgezet naar RNA. In de jaren 70 onderzocht Dr. Cech de splicing van RNA, en ontdekte hierbij dat een onbewerkt RNA molecuul zichzelf kon splicen. In 1982 toonde Dr. Cech als eerste aan dat RNA-moleculen niet alleen passieve dragers van genetische informatie zijn, maar dat ze ook katalytische eigenschappen bezitten en zo deel kunnen nemen aan reacties binnen de cel. Voor deze ontdekking kregen hij en Sidney Altman in 1989 de Nobelprijs voor Scheikunde.
Thomas Cech hield zich ook bezig met het onderzoek naar de structuur en functies van telomeren.
In 2000 volgde Dr. Cech Purnell Choppin op als president van het Howard Hughes Medical Institute in Maryland. Hij leidt ook nog steeds zijn biochemielab aan de Universiteit van Colorado, Boulder.
In december 2006 werd aangekondigd dat Dr. Cech in aanmerking kwam voor het presidentschap van de Harvard-universiteit.
Op 1 april 2008 kondigde Dr. Cech zijn aftreden als president aan, zodat hij zich vanaf 2009 weer kan gaan bezighouden met lesgeven.

## Prijzen
Dr. Cech's werk is middels veel prijzen erkend. Naast de Nobelprijs heeft hij ook de Louisa Gross Horwitz Prize van de Columbia-universiteit gewonnen, de Dr. A.H. Heinekenprijs, de Albert Lasker Basic Medical Research Award en de National Medal of Science.